# (15224) Penttilä
(15224) Penttila, désignation internationale (15224) Penttilä, est un astéroïde de la ceinture principale.

## Description
(15224) Penttila est un astéroïde de la ceinture principale. Il fut découvert le 15 mai 1985 à la station Anderson Mesa par Edward L. G. Bowell. Il présente une orbite caractérisée par un demi-grand axe de 2,42 UA, une excentricité de 0,24 et une inclinaison de 12,3° par rapport à l'écliptique.

## Compléments